# Maquis de Tarentaise
Seconde Guerre mondiale
Le maquis de Tarentaise est un réseau de divers groupes de résistance disséminés dans la Vallée de la Tarentaise. Le premier est créé le 9 mars 1943 dans la région de Moutiers par Joseph et Pierre Bardassier. L'abbé Marius Hudry joue un rôle important en devenant chef de section dans la résistance Tarine.

## Contexte historique
Dès l'unification de l'Italie à la fin du XIXe siècle, la France s'est préparée à une éventuelle attaque en étendant le système Séré de Rivières pour contrôler les vallées alpines notamment au Nord à travers le secteur fortifié de la Savoie. En Tarentaise, le col du Petit-Saint-Bernard est protégé principalement par la batterie de Vulmix, le blockhaus de la Platte et le fort du Truc, armés par le 158e régiment d'infanterie,,. En 1939, face à la menace de l'Italie fasciste qui ne cache pas son ambition d'annexer la Savoie, le dispositif est renforcé par de petits ouvrages de type Maginot. Le secteur est protégé par le 70e bataillon alpin de forteresse de Bourg-Saint-Maurice (70e BAF) et le 7e bataillon de chasseurs alpins (7e BCA) d'Albertville,.
Pendant la drôle de guerre, les deux pays n'étant pas encore officiellement en conflit, les troupes françaises et italiennes s'observent de loin. Le 7e BCA ayant été envoyé en Alsace, la surveillance est assurée par les sections d'éclaireurs-skieurs (SES) du 70e BAF et du 80e BAF, formé à partir d'une compagnie du 70. Le 10 juin 1940, Mussolini déclare la guerre à la France, lançant ses troupes contre l'armée des Alpes du général Olry lors de la bataille des Alpes. Dans le secteur de Tarentaise, les premières échauffourées ont lieu du 14 au 17 juin entre la SES du 80e BAF et une soixantaine d'alpinis sur le col de la Seigne. Le 21 juin, une attaque massive est déclenchée dans tout le Beaufortain et la Tarentaise dans le but de s'emparer de Bourg-Saint Maurice et d'ouvrir la route vers Albertville et Chambéry. Lors de cette attaque, des troupes italiennes tentent de franchir le col d'Enclave où elles sont stoppées par l'action d'un futur chef de la résistance locale, le capitaine Bulle. Partout ailleurs, les troupes françaises tiennent également tête aux colonnes ennemies. Alors que l'ambition italienne était d'avancer jusqu'à Chambéry, son armée ne progressera guère que jusqu'à Séez. 
L'armistice du 22 juin 1940 étant signé entre la France et l'Allemagne, les combats cessent également avec l'Italie. Le 24 juin suivant est signé l'armistice de Villa Incisa mettant en place la zone d'occupation italienne en France. Celle-ci, très réduite au départ, est agrandie jusqu'à la vallée du Rhône lorsque l'Allemagne s'empare de la zone libre suite au débarquement allié en Afrique du Nord. Après la chute de Mussolini en 1943 et la signature de l'armistice de Cassibile, les troupes allemandes s'emparent de la zone précédemment occupée par l'Italie. En août 1944, l'annonce du débarquement de Provence et de la montée des troupes alliées vers le Nord accentuent l'action des maquis locaux. Ainsi, de nombreux secteurs importants de Savoie sont déjà libérés par les FFI lorsqu'arrivent les colonnes françaises et américaines.